# Henri Van Assche
Pour les articles homonymes, voir Van Assche.

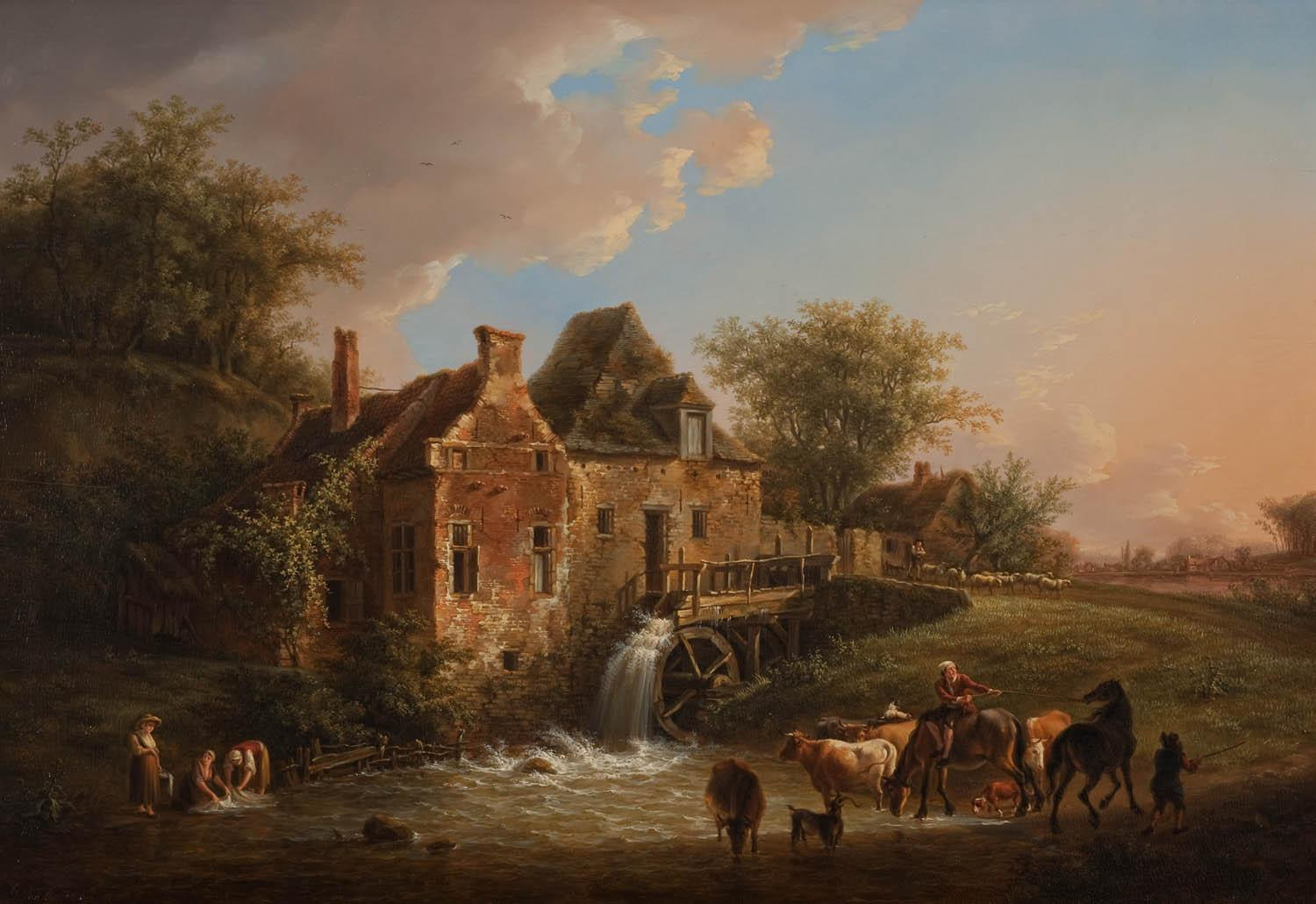
Paysage avec moulin, cascade et roue à augets, par Henri Van Assche, 1806.

Henri Van Assche, né à Bruxelles le 30 août 1774 et mort dans sa ville natale le 10 avril 1841, est un peintre belge.

## Biographie
Il est né et baptisé le 30 août 1774 dans la paroisse Saint-Géry. Il est le fils de Joseph François Van Assche, maître brasseur à Bruxelles in den Esel, doyen de la corporation des brasseurs en 1771 et 1794, et d'Anne Thérèse Vanden Brande qui s'étaient mariés à Bruxelles en 1760. 
Il fut formé par son père, qui pratiquait la peinture en amateur, et puis par Jean-Baptiste De Roy. Ses peintures qui furent exposées au Salon de Gand étaient principalement des paysages.
Il était membre de la Société de peinture, sculpture et architecture de Bruxelles. 
Henri Van Assche est mort à Bruxelles le 10 avril 1841 et fut inhumé à Heembeek.
Henri Van Assche est l'oncle d'Isabelle Catherine van Assche qui fut son élève. Elle est la fille de son frère François Joseph Van Assche. 
Il est l'oncle également du peintre et chanteur amateur François De Marneffe, fils de Pierre-Joseph De Marneffe, marchand de tableaux, et de sa sœur Élisabeth-Lambertine Van Assche, née le 18 juillet 1764. Ce peintre François De Marneffe est le frère du général belge Louis-Joseph De Marneffe (1789-1848) ainsi que d'Adèle De Marneffe épouse du peintre David-Chrétien Kuhne,, veuf en premières noces de Thérèse Marie Deprez, et dont la fille Philippine Anne Catherine Joséphine Kuhne, née de son union avec Adèle De Marneffe, avait épousé le notaire et député Joseph-Ferdinand Toussaint, parents du peintre Fritz Toussaint et de Léonie Toussaint épouse de l'architecte Joseph Poelaert.

## Honneur
Chevalier de l'ordre de Léopold (1836).